# Kelly Armstrong
Kelly Michael Armstrong (Dickinson, Dakota del Norte; 8 de octubre de 1976) es un abogado y político estadounidense que se desempeña como gobernador de Dakota del Norte desde 2024, anteriormente fue representante de los Estados Unidos por el distrito congresional at-large de Dakota del Norte de 2019 a 2025. Miembro del Partido Republicano, se desempeñó como senador del estado de Dakota del Norte por el distrito 36 de 2012 a 2018 y presidente del Partido Republicano de Dakota del Norte de 2015 a 2018.

## Biografía

### Educación y carrera
Se graduó de la escuela secundaria Dickinson en 1995. Obtuvo una licenciatura en Psicología en la Universidad de Dakota del Norte en 2001 y un doctorado en Jurisprudencia en la Facultad de Derecho de la Universidad de Dakota del Norte en 2003, después de pasar su primer año en la facultad de derecho en el College of William & Mary.
Era socio de Reichert Armstrong, con oficinas en Grand Forks y Dickinson, antes de su elección al Congreso. Se desempeñó como senador estatal de Dakota del Norte por el distrito 36 entre 2013 y 2018  y presidió el Partido Republicano de Dakota del Norte entre 2015 a 2018.

### Cámara de Representantes de Estados Unidos
Fue uno de los siete republicanos que no apoyó los esfuerzos de sus colegas para cuestionar los resultados de las elecciones presidenciales de 2020 el 6 de enero de 2021. Estos siete firmaron una carta que, si bien daba crédito a las acusaciones de fraude electoral hechas por el presidente Donald Trump, decía que el Congreso no tenía autoridad para influir en el resultado de las elecciones.
El 19 de julio de 2022, él y otros 46 representantes republicanos votaron a favor de la Ley de Respeto al Matrimonio, que codificaría el derecho al matrimonio entre personas del mismo sexo en la ley federal.
En 2022, fue uno de los 39 republicanos que votaron a favor de la Ley de Modernización de la Tarifa de Presentación de Fusiones, un paquete antimonopolio que tomaría medidas enérgicas contra las corporaciones por comportamiento anticompetitivo.